# Comuna Juravlivka, Tulciîn
Juravlivka (în ucraineană Журавлівка) este o comună în raionul Tulciîn, regiunea Vinnița, Ucraina, formată din satele Juravlivka (reședința) și Maiakî.

## Demografie
Componența lingvistică a satului Juravlivka
     Ucraineană (98,16%)
     Rusă (1,84%)
Conform recensământului din 2001, majoritatea populației satului Juravlivka era vorbitoare de ucraineană (98,16%), existând în minoritate și vorbitori de rusă (1,84%).